# Kistrand (Nordland)
Kistrand est une localité du comté de Nordland, en Norvège.

## Géographie
Administrativement, Kistrand fait partie de la kommune de Fauske.